# IRNK (2'-O-metiladenozin-N6-)-metiltransferaza
iRNK (2'-O-metiladenozin-6-)-metiltransferaza (EC 2.1.1.62, informacioni ribonukleat 2'-O-metiladenozin N6-metiltransferaza, S-adenozil--metionin:iRNK (2'-O-metiladenozin-6-N-)-metiltransferaza) je enzim sa sistematskim imenom S-adenozil--metionin:iRNK (2'-O-metiladenozin-N6-)-metiltransferaza. Ovaj enzim katalizuje sledeću hemijsku reakciju
-adenozil--metionin + m7G(5')pppAm {\displaystyle \rightleftharpoons } -adenozil-L-homocistein + m7G(5')pppm6Am (iRNK sa N6,2'-O-dimetiladenozinskom kapom)

## Literatura
- Nicholas C. Price; Lewis Stevens (1999). Fundamentals of Enzymology: The Cell and Molecular Biology of Catalytic Proteins (Third изд.). USA: Oxford University Press. ISBN 019850229X.
- Eric J. Toone (2006). Advances in Enzymology and Related Areas of Molecular Biology, Protein Evolution (Volume 75 изд.). Wiley-Interscience. ISBN 0471205036.
- Branden C; Tooze J. Introduction to Protein Structure. New York, NY: Garland Publishing. ISBN 0-8153-2305-0.
- Irwin H. Segel. Enzyme Kinetics: Behavior and Analysis of Rapid Equilibrium and Steady-State Enzyme Systems (Book 44 изд.). Wiley Classics Library. ISBN 0471303097.

## Spoljašnje veze
- MRNA+(2'-O-methyladenosine-N6-)-methyltransferase на 